# Béla Just
Béla Just (* 1906 in Budapest; † 7. Juli 1954 auf Mallorca, Spanien) war ein ungarischer Schriftsteller, der Romane mit christlichem Hintergrund (unter anderem Priesterromane) verfasst hat.

## Leben und Bedeutung
In Budapest geboren, verließ Just nach der kommunistischen Machtübernahme wegen seines katholischen Glaubens und seiner Überzeugung seine Heimat. 1946 hatte er das Lektorat für ungarische Literatur an den Universitäten Grenoble und Lyon inne. Nach 1949 (in diesem Jahre gab sich Ungarn eine Verfassung nach stalinistischem Vorbild) bat er in Frankreich um Asyl und lebte ganz seiner schriftstellerischen Arbeit. Bis zu seinem Tod lebte er im Exil in Frankreich und zuletzt auf Mallorca. Aufgrund einer durch einen Tritt auf einen Seeigel hervorgerufenen Sepsis wurde der Einsatz von Penicillin notwendig. Just war hochallergisch gegen Penicillin, er starb an einem anaphylaktischen Schock. Er wurde in Palma de Mallorca beigesetzt.
In den 1950er und 1960er Jahren wurde Just viel gelesen, besonders Erleuchtete Toren (über die Schwierigkeiten der Klostergründung eines Reformordens der Zisterzienser bzw. Trappisten durch Alexis Presse), Der Lastträger Gottes (über einen Arbeiterpriester) und Der Mondfischer (Beschreibung einer unerfüllten Passion). Mehrere Werke spielen in Frankreich, Allegro barbaro in Ungarn, bei anderen gibt es keine eindeutige räumliche Zuordnung, was zweifellos vom Verfasser beabsichtigt wurde. Nach Verlagszeugnissen ist manches in den Romanen autobiographisch (zum Beispiel ist der Protagonist von Lastträger Gottes gleichfalls Exilungar).
Die deutschen Übersetzungen aus den 1950er Jahren sind sprachlich spröder als das französische Original; hier stören ungewohnte Verdeutschungen wie zum Beispiel Röstbrot statt Toast oder Mietwagen statt Taxi.
Die Werke von Just können nur auf dem Hintergrund seines persönlichen Glaubens, seiner christlichen Weltauffassung, verstanden werden. Sein Stil erinnert an François Mauriac (dessen Roman Ce qui était perdu er ins Ungarische übersetzt hat), ist aber zuweilen ironisch. Heftig geißelt er Heuchelei und pseudochristliche Doppelmoral. Er wird dem Renouveau catholique zugeordnet.

## Werke
- A modern francia katolikus irodalom (La littérature catholique moderne en France), a Pázmány Péter Irod. Társ. Kiadása, Budapest, (1935)

- Le Forçat [Mindszenty] accuse [Texte imprimé de Joseph Cardinal Mindszenty]. Textes choisis et présentés par Béla Just. Préface du cardinal Saliège. (Paris 1949)

- Un procès préfabriqué: l’affaire Mindszenty [Texte imprimé] (Paris 1949)

- Les Illuminés. (Paris 1948 Éditions du Seuil, ins Französische übersetzt von Henri Bonnel) dt. u. d. T. Erleuchtete Toren. (Nürnberg 1950 dt., Turin 1954 it.)

- Allegro barbaro. dt. u. d. T. An den Pforten zur Hölle. (Düsseldorf 1951)

- Pêcheur de lune. dt. u. d. T. Der Mondfischer. (Nürnberg 1951)

- Le Portefaix de Dieu  (Tours) dt. u. d. T. Der Lastträger Gottes. (Bonn 1953 dt.)

- Gortstrasse III. Stock. (Würzburg 1954) (Übersetzung nach dem ungarischen Manuskript von Tibor von Podmaniczky; über einen Priester, der zum Tod Verurteilte begleitet) (niederl. Antwerpen o. J.)

- Viktor ging ohne Krawatte. (Würzburg 1956)

- Masken. (Recklinghausen 1958 dt.) (niederl. Antwerpen o. J.)

## Rezensionen
zu: Der Lastträger Gottes: „Die Lasten Gottes sind schwer. Dem er sie aufbürdet, der droht unter ihnen zu zerbrechen. Ein junger, aus seiner Heimat Ungarn vor den Kommunisten geflohener Priester nimmt die schwere Not des Leidens und der Gewissensqualen als Kreuz auf sich. Als Lastträger auf einem Pariser Vorstadtbahnhof verdient er sich karges Brot, nachdem er eine Pfründe als wohlbestallter Schlosskaplan ausgeschlagen hat. Dieser Roman steht gleichwertig neben den Werken eines Bernanos, eines Julien Green und Paul Claudel in der modernen christlichen Literatur Frankreichs.“ (Aus dem Klappentext der Bonner Buch-Gemeinde)
zu: Masken: „So ist sein Werk: gefühlsgeladen und doch frei von Sentimentalität. (…) Seine milieugetreue, realistische Schilderung sozialer und moralischer Not deckt menschliche Abgründe auf, ohne das Böse unnötig zu provozieren. Hinter dem Dunklen und Schmerzlichen des Lebens steht das Wissen um den Sinn des Opfers, um die Erlösung und den Glauben an Gott.“ (Aus dem Klappentext des Paulus-Verlages)
zu: An den Pforten der Hölle: „Aus seinen eigenen Erlebnissen heraus hat Béla Just das Schicksal seines Volkes, und damit jeden Volkes gestaltet, das unter kommunistische Herrschaft gerät. Es geht um die Freiheit im menschlichen und religiösen Bereich. (…) (Der Protagonist) gerät in das Räderwerk der politischen Geheimpolizei, wird durch die Gefängnisse geschleift und allen Graden teuflischer Vernehmungstechniken ausgesetzt, bis nur mehr eine willenlose Ruine zurück bleibt, wie das aus den Prozessen gegen den Kardinal Mindszenty und andere Geistliche bekannt geworden ist. Am Ende kann nur eine menschliche Tragödie stehen, die aber in einem Märtyrertum gipfelt, welches das Versprechen des künftigen Sieges einschließt. (…) Meisterhafte Schilderung der Belagerung Budapests (…) Literarisch wertvoll, in der Sprache klar und überzeugend.“ (Aus dem Klappentext des Bastion-Verlages)
zu: Der Mondfischer: „Eine Liebesgeschichte von besonderer Zartheit und Leidenschaft.“ (Aus dem Klappentext des Glock und Lutz-Verlages)